# Ніл Россанський
Святий Ніл Россанский, Ніл Молодший (італ. Nilo da Rossano; 910, Россано — 26 вересня 1004, Гроттаферрата) — християнський святий, один з найвідоміших ченців візантійського обряду в Італії, аскет, гімнограф, засновник греко-католицького монастиря в Гроттаферраті.

## Життєпис
Святий Ніл народився в 910 році в Россано, невеликому місті в Калабрії, у багатій грецькій родині. Рано осиротів, але отримав гарну освіту. В молодості був одружений, мав дочку. Уже в зрілому віці пережив духовне навернення і прийняв чернецтво в Калабрійському василіянському монастирі. Пізніше провів кілька років на самоті на Монте-Гаргано біля святилища Михаїла Архангела. У 950 році на Монте-Гаргано вторглися сарацини, що змусило святого Ніла покинути обитель і повернутися в Россано. Пізніше він заснував монастир святого Адріана під Сан-Деметріо-Короне. Незабаром у нього вже були учні, які сформували чернечу громаду, а святий Ніл став у ній настоятелем.
У монастирі святого Адріана він провів близько 30 років. Його слава як святого зростала. Святому Нілу пропонували стати єпископом Россано, але він відкинув пропозицію, вважаючи що життя єпископа є несумісним із чернечими ідеалами.
У 979 році, коли Нілу Россанському було вже 69 років, він через мусульманське вторгнення був змушений залишити монастир і разом з усією громадою переїхати спочатку в знамените бенедиктинське абатство Монте-Кассіно, а потім в інший монастир, Валлелуче, який бенедиктинці надали у його розпорядження. Незважаючи на різницю в обрядах, громада святого Ніла була з великою пошаною прийнята бенедиктинцями. У Валлелуче святий Ніл провів близько 15 років, ймовірно, в цей час він створив гімн на честь святого Бенедикта Нурсійського.

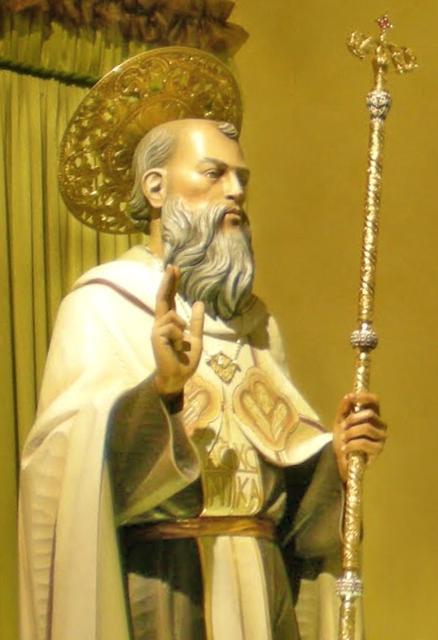
Статуя святого Ніла в місті Гаета

У 994 році святий Ніл покинув монастир і вирушив до Гаети, де жив деякий час в пустельній місцевості недалеко від міста. У цей період він зробив щонайменше два паломництва в Рим. Під час одного з них він заступався за усуненого антипапу Івана XVI, який також був греком. Незважаючи на заступництво святого Ніла, папа Григорій V і імператор Оттон III жорстоко розправилися з антипапою, що викликало конфронтацію між ними і Нілом Россанським. Згодом Оттон III розкаявся в своєму вчинку і відвідував Ніла Россанського в Гаеті, щоб примиритися з ним. Також під час одного з паломництв до Риму Ніл Россанский зустрічався зі святим Адальбертом Празьким, який жив в цей час в бенедиктинському монастирі Сан-Алессіо в Римі.
Коли святому Нілу було вже 94, він отримав в дар від Григорія I, графа Тускулумского, територію в околицях Риму. Там він заснував монастир візантійського обряду в Гроттаферраті, який згодом став центром чину італійських василіян і греко-католицтва в Італії. Монастир належить до Італо-албанської католицької церкви в статусі незалежної територіальної архимандрії. Незабаром після заснування Гроттаферрати святий Ніл помер і був похований в заснованому ним монастирі.
Святий Ніл Россанський увійшов у історію як засновник монастиря в Гроттаферраті. Йому приписується авторство декількох гімнів, в тому числі відомий гімн на честь святого Бенедикта. Ніл Россанський був хорошим каліграфом, серед іншого він був автором оригінальної рукописної техніки грецького скоропису. Провадив украй аскетичне життя.
Пам'ять святого Ніла — 26 вересня. Пам'ять святого відзначається і в католицтві, і в православ'ї (в православ'ї як ігумена і преподобного). Його шанують як свого покровителя чин італійських василіян і міста Россано і Гроттаферрата. Іноді іменується Нілом Молодшим для відрізнення від Ніла Посника (Старшого).

## Іконографія
На іконах святий Ніл Россанський зображується старцем аскетичного вигляду. Найдавніше зображення, створене в XII столітті, зберігається в музеї Гроттаферрати. За переказами джерелом для нього послужив прижиттєвий портрет святого. Доменікіно створив цикл фресок, присвячений різним епізодам з життя святого Ніла, для «каплиці засновників» у Гроттаферраті.